# Austrália nos Jogos Olímpicos de Verão de 1988
A Austrália participou dos Jogos Olímpicos de Verão de 1988 em Seul, na Coreia do Sul. Conquistou três medalhas de ouro, seis medalhas de prata e cinco de bronze, somando quatorze no total. Ficou na décima quinta posição no ranking geral.